# Олешно (Великопольське воєводство)
Олешно (пол. Oleszno) — село в Польщі, у гміні Ґоланьч Вонґровецького повіту Великопольського воєводства.
Населення — 300 осіб (2011).
У 1975-1998 роках село належало до Пільського воєводства.

## Демографія
Демографічна структура станом на 31 березня 2011 року:
|          | Загалом | Допрацездатний вік | Працездатний вік | Постпрацездатний вік |
| -------- | ------- | ------------------ | ---------------- | -------------------- |
| Чоловіки | 150     | 49                 | 89               | 12                   |
| Жінки    | 150     | 41                 | 87               | 22                   |
| Разом    | 300     | 90                 | 176              | 34                   |